# Théâtre Marigny
El Teatre Marigny (Théâtre Marigny) es troba a l'avinguda dels Camps Elisis, al 8è arrondissement de París.
El 1835, un físic-prestidigitador proposa espectacles de «física divertida, fantasmagoria i curiositat» al Carré Marigny, que és ràpidament rebatejat Folies Marigny. El 1855, Jacques Offenbach en pren la direcció sota el nom actual, Théâtre Marigny. La sala és reconstruïda el 1880 per Charles Garnier, l'arquitecte de l'Òpera de París, per fer-ne un Panorama, després transformada en teatre el 1894 per Édouard Niermans. La sala encara és ampliada el 1925.
El 1948, sota la impuls de la seva directora Simone Volterra, el Teatre Marigny fa una crida a actors de la Comédie-Française per constituir una «troupe maison», és la creació de la « Companyia  Renaud- Barrault». El 1965 pren la direcció Elvire Popesco.
El teatre Marigny ha acollit, de 1966 a 1988, l'emissió de televisió «Au théâtre ce soir» així que alguns «Cérémonies des Molières».
Recomprat pel holding Àrtemis de François Pinault, i presidit per la seva filla, Laurence Pinault, el teatre ha estat dirigit per Robert Hossein de 2000 a 2008, i actualment per Pierre Lescure.
Dotat d'una gran sala de 1.024 places, i d'una petita, Popesco, de 311 places, el teatre ha acollit 170.000 espectadors el 2007.

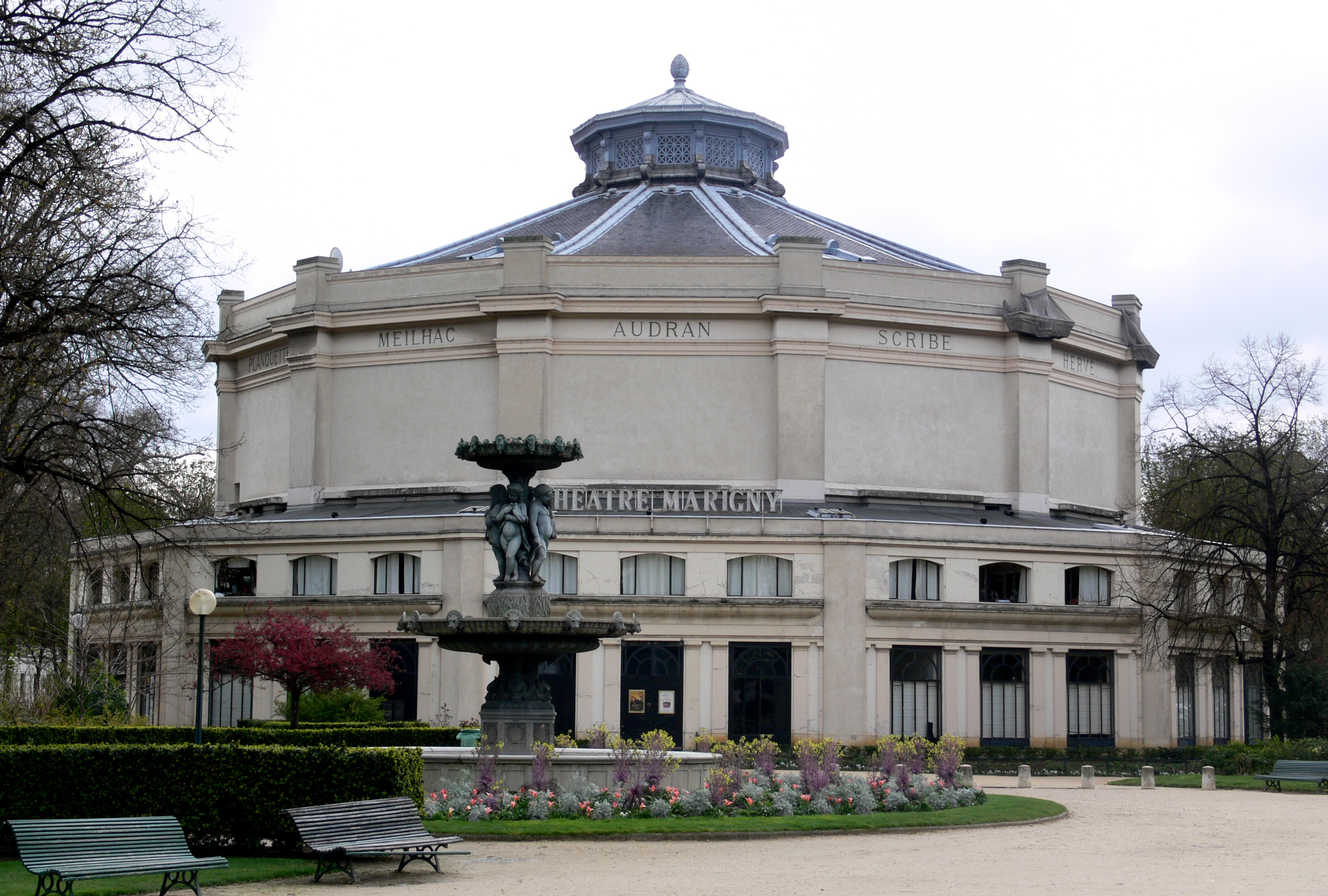
Théâtre Marigny
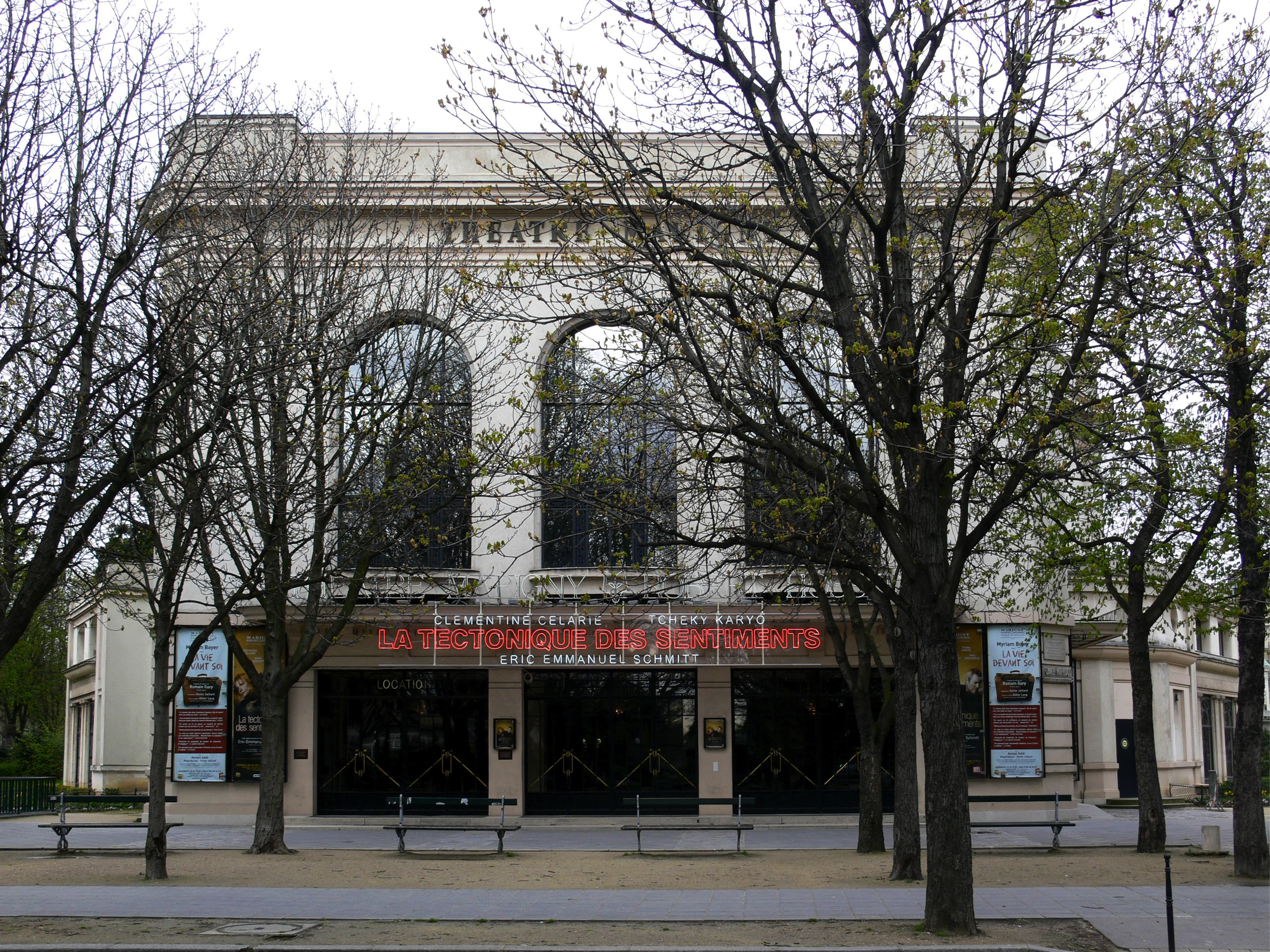
Théâtre Marigny